# Maike Brochhaus
Maike Brochhaus (* 1985 in Lindlar) ist eine deutsche Filmemacherin der alternativen Pornografie.

## Leben
Maike Brochhaus studierte Kunst auf Lehramt und recherchierte für eine Doktorarbeit zum Thema Porno in der Kunst. Im privaten Umfeld konnte sie Darsteller erreichen, um ihre Vision von realistischeren und vielfältigeren Pornos zu verwirklichen.
Sie begann im Jahr 2013 mit dem postpornografischen Experimentalfilm Häppchenweise als Erstlingswerk. Um den zweiten Film Schnick Schnack Schnuck zu produzieren, gründete sie mit ihrem Freund Sören Störung die KalkPostPornoProduktion GbR. Im Jahr 2015 konnte die pornografische Komödie  mithilfe von Crowdfunding realisiert werden. Beim Porn Film Festival Berlin erhielt Brochhaus hierfür den Best Director Award.
Ein dritter Film namens Hätte Hätte Fahrradkette wurde nicht fertiggestellt.

## Filmografie
- 2013: Häppchenweise
- 2015: Schnick Schnack Schnuck